# Perwomaiskoje (Tomsk)
Perwomaiskoje (russisch Первома́йское) ist ein Dorf (selo) in der Oblast Tomsk in Russland mit 5641 Einwohnern (Stand 14. Oktober 2010).

## Geographie
Der Ort liegt etwa 100 km Luftlinie nordöstlich des Oblastverwaltungszentrums Tomsk und 10 km nordöstlich der Stadt Assino im südöstlichen Teil des Westsibirischen Tieflands. Er befindet sich am rechten Ufer des Ob-Nebenfluss Tschulym und seinem rechten Zufluss Kujendat.
Perwomaiskoje ist Verwaltungszentrum des Rajons Perwomaiski sowie Sitz der Landgemeinde Perwomaiskoje selskoje posselenije. Zur Gemeinde gehören weiterhin die Dörfer Krutoloschnoje (7 km südöstlich), Lomowizk-2 (7 km nordöstlich), Tinderlinka (12 km südöstlich) und Torbejewo (9 km südöstlich) sowie die Siedlungen Beljai (3 km südöstlich), Borissowa Gora (3 km nordwestlich), Maiski (4 km nördlich), Nowy (5 km nordwestlich) und bei der Bahnstation Kujendat (6 km nordwestlich) gehören.

## Geschichte
Der Ort wurde 1600 als eines der ersten Dörfer in der Region unter der Bezeichnung Pyschkina gegründet, möglicherweise nach dem Namen eines Lokalfürsten der Tschulymer. Spätestens seit dem 18. Jahrhundert trug das Dorf den Pyschkino-Troizkoje; „Troizkoje“ mit Bezug zur 1725 im Dorf errichteten Dreifaltigkeitskirche (russisch Troizkaja zerkow).
1924 wurde das Dorf Verwaltungssitz des Satschulymski rajon (etwa „Rajon hinter dem Tschulym“), der 1930 aufgelöst wurde. Am 22. Juni 1939 wurde der Rajon erneut eingerichtet, nun aber nach seinem Zentrum als Pyschkino-Troizki rajon bezeichnet. Zum 8. Februar 1963 erfolgte die erneute Auflösung des Rajons und Anschluss an den Assinowski rajon, aber bereits 1965 wurde er mit gleichzeitiger Umbenennung des Dorfes in Perwomaiskoje als Perwomaiski rajon wiedergegründet (von russisch Perwoje maja für „Erster Mai“).

### Bevölkerungsentwicklung
| Jahr | Einwohner |
| ---- | --------- |
| 1959 | 2885      |
| 1970 | 3784      |
| 1979 | 4573      |
| 1989 | 5851      |
| 2002 | 5800      |
| 2010 | 5641      |

Anmerkung: Volkszählungsdaten

## Verkehr
Nach Perwomaiskoje führt die Regionalstraße 69K-3, die westlich des Ortes seit 2006 den Tschulym auf einer ab 2000 errichteten Brücke quert. Die Straße zweigt östlich von Tomsk von der 69K-1 Tomsk – Grenze zur Oblast Kemerowo (dort weiter Richtung Mariinsk) ab und verläuft über Assino. 6 km nordwestlich von Perwomaiskoje befindet sich bei Kilometer 197 der auf dem Abschnitt ab Assino 1976 eröffneten Strecke Taiga – Tomsk – Bely Jar die Station Kujendat.